# Układ preferowany
Układ preferowany – wyróżniony układ odniesienia, względem którego prawa fizyczne przyjmują szczególną i najprostszą postać.
Istnienie układu preferowanego stoi w sprzeczności z powszechnie obecnie akceptowaną wersją teorii względności. Koncepcja układu preferowanego, w swoich najprostszych wersjach, miała trudności z wyjaśnieniem doświadczenia Michelsona-Morleya z 1887.
Jego negatywny wynik można było wytłumaczyć korzystając z hipotezy emisyjnej Ritza, według której światło rozchodzi się w próżni ze stałą prędkością, ale tylko w układzie źródła. Ta teoria również nie zawierała wyróżnionego układu.
Eksperymentalna weryfikacja hipotezy układu preferowanego jest dyskusyjna i jak na razie brak powszechnej zgody co do możliwości przeprowadzenia takiego doświadczenia.
Układ preferowany umożliwia teoretyczny opis tachionów jak również konstrukcję relatywistycznego, kowariantnego operatora położenia dla cząstki masowej (bradionów).
Można wprowadzić układ preferowany korzystając z absolutnej synchronizacji zegarów.